# Бјелошевина (Никшић)
Бјелошевина је насеље у општини Никшић у Црној Гори. Према попису из 2003. било је 213 становника (према попису из 1991. било је 245 становника).

## Демографија
У насељу Бјелошевина живи 180 пунолетних становника, а просечна старост становништва износи 38,0 година (34,3 код мушкараца и 42,6 код жена). У насељу има 52 домаћинства, а просечан број чланова по домаћинству је 4,10.
Ово насеље је углавном насељено Црногорцима (према попису из 2003. године), а у последња три пописа, примећен је пад у броју становника.
|  |

| Демографија | Демографија | Демографија |
| Година      | Становника  | Становника  |
| ----------- | ----------- | ----------- |
|             |             |             |
|             |             |             |
|             |             |             |
|             |             |             |
| 1948.       | 244         |             |
| 1953.       | 268         |             |
| 1961.       | 261         |             |
| 1971.       | 229         |             |
| 1981.       | 256         |             |
| 1991.       | 245         | 243         |
| 2003.       | 215         | 213         |
|             |             |             |

| Етнички састав према попису из 2003.‍ | Етнички састав према попису из 2003.‍ | Етнички састав према попису из 2003.‍ | Етнички састав према попису из 2003.‍ | Етнички састав према попису из 2003.‍ |
| ------------------------------------ | ------------------------------------ | ------------------------------------ | ------------------------------------ | ------------------------------------ |
|                                      |                                      |                                      |                                      |                                      |
| Црногорци                            | Црногорци                            |                                      | 159                                  | 74,64%                               |
| Срби                                 | Срби                                 |                                      | 49                                   | 23,00%                               |
| Југословени                          | Југословени                          |                                      | 4                                    | 1,87%                                |
| непознато                            | непознато                            |                                      | 0                                    | 0,0%                                 |

| Година пописа     | 1948. | 1953. | 1961. | 1971. | 1981. | 1991. | 2003. |
| ----------------- | ----- | ----- | ----- | ----- | ----- | ----- | ----- |
| Број домаћинстава | 52    | 54    | 57    | 52    | 48    | 53    | 52    |

| Број чланова      | 1  | 2 | 3 | 4 | 5 | 6 | 7 | 8 | 9 | 10 и више | Просек |
| ----------------- | -- | - | - | - | - | - | - | - | - | --------- | ------ |
| Број домаћинстава | 52 | 6 | 7 | 8 | 9 | 8 | 8 | 3 | 3 | 0         | 0      |

| Пол    | Укупно | Неожењен/Неудата | Ожењен/Удата | Удовац/Удовица | Разведен/Разведена | Непознато |
| ------ | ------ | ---------------- | ------------ | -------------- | ------------------ | --------- |
| Мушки  | 101    | 58               | 42           | 0              | 1                  | 0         |
| Женски | 85     | 27               | 43           | 15             | 0                  | 0         |
| УКУПНО | 186    | 85               | 85           | 15             | 1                  | 0         |

| Пол    | Укупно                    | Пољопривреда, лов и шумарство | Рибарство                            | Вађење руде и камена | Прерађивачка индустрија       |
| ------ | ------------------------- | ----------------------------- | ------------------------------------ | -------------------- | ----------------------------- |
| Мушки  | 53                        | 1                             | 0                                    | 9                    | 20                            |
| Женски | 17                        | 3                             | 0                                    | 0                    | 0                             |
| УКУПНО | 70                        | 4                             | 0                                    | 9                    | 20                            |
| Пол    | Производња и снабдевање   | Грађевинарство                | Трговина                             | Хотели и ресторани   | Саобраћај, складиштење и везе |
| Мушки  | 1                         | 5                             | 2                                    | 0                    | 2                             |
| Женски | 0                         | 0                             | 7                                    | 0                    | 0                             |
| УКУПНО | 1                         | 5                             | 9                                    | 0                    | 2                             |
| Пол    | Финансијско посредовање   | Некретнине                    | Државна управа и одбрана             | Образовање           | Здравствени и социјални рад   |
| Мушки  | 0                         | 0                             | 5                                    | 0                    | 1                             |
| Женски | 1                         | 2                             | 2                                    | 1                    | 0                             |
| УКУПНО | 1                         | 2                             | 7                                    | 1                    | 1                             |
| Пол    | Остале услужне активности | Приватна домаћинства          | Екстериторијалне организације и тела | Непознато            | Непознато                     |
| Мушки  | 0                         | 0                             | 0                                    | 7                    | 7                             |
| Женски | 0                         | 0                             | 0                                    | 1                    | 1                             |
| УКУПНО | 0                         | 0                             | 0                                    | 8                    | 8                             |